# Federico Tenorio
Federico Tenorio Calderón (La Oroya, 10 de marzo de 1957) es un licenciado en Administración y Gestión Pública peruano. Fue Ministro de Agricultura y Riego del Perú desde el 18 de noviembre de 2020 hasta el 28 de julio de 2021 durante el Gobierno de Francisco Sagasti.

## Biografía
Tiene estudios superiores en la Universidad Continental y contabilidad en la Universidad Nacional del Centro.
Fue director ejecutivo del Centro Ecuménico de Promoción y Acción Social (Cedepas Norte), director nacional de Cedepas (1995-1999 y 2005) y director regional de la misma (1990-2006). Asimismo fue promotor y coordinador del Área de Desarrollo Rural-sede Huancayo (1986-1990) y administrador de la oficina en Huancayo (1984-1985).
Fue miembro del Consejo Directivo del CITE agroindustrial CHAVIMOCHIC y Director Ejecutivo del CITE agropecuario CEDEPAS Norte.